# Bernina Express
| Fahrplanfeld: | 940, 950 |                           |                           |
| |          |                           |                           |
| \| \| \| Chur \| \| \| \| Tiefencastel \| \| \| \| Landwasserviadukt (136 m) \| \| \| \| Zugteil von Davos \| \| \| \| Filisur \| \| \| \| Bergün/Bravuogn \| \| \| \| Albulatunnel (5865 m) \| \| \| \| Zugteil von St. Moritz \| \| \| \| Pontresina \| \| \| \| Ospizio Bernina \| \| \| \| Alp Grüm \| \| \| \| Poschiavo \| \| \| \| Le Prese \| \| \| \| Staatsgrenze CH/IT \| \| \| \| Tirano \| |          |                           |                           |
| Kopfbahnhof Streckenanfang |          | Chur                      | Chur                      |
| Bahnhof |          | Tiefencastel              | Tiefencastel              |
| Brücke über Wasserlauf |          | Landwasserviadukt (136 m) | Landwasserviadukt (136 m) |
| Abzweig geradeaus und ehemals von links |          | Zugteil von Davos         | Zugteil von Davos         |
| Bahnhof |          | Filisur                   | Filisur                   |
| Bahnhof |          | Bergün/Bravuogn           | Bergün/Bravuogn           |
| Tunnel |          | Albulatunnel (5865 m)     | Albulatunnel (5865 m)     |
| Abzweig geradeaus und ehemals von rechts |          | Zugteil von St. Moritz    | Zugteil von St. Moritz    |
| Bahnhof |          | Pontresina                | Pontresina                |
| Bahnhof |          | Ospizio Bernina           | Ospizio Bernina           |
| Bahnhof |          | Alp Grüm                  | Alp Grüm                  |
| Bahnhof |          | Poschiavo                 | Poschiavo                 |
| Bahnhof |          | Le Prese                  | Le Prese                  |
| Grenze |          | Staatsgrenze CH/IT        | Staatsgrenze CH/IT        |
| Kopfbahnhof Streckenende |          | Tirano                    | Tirano                    |

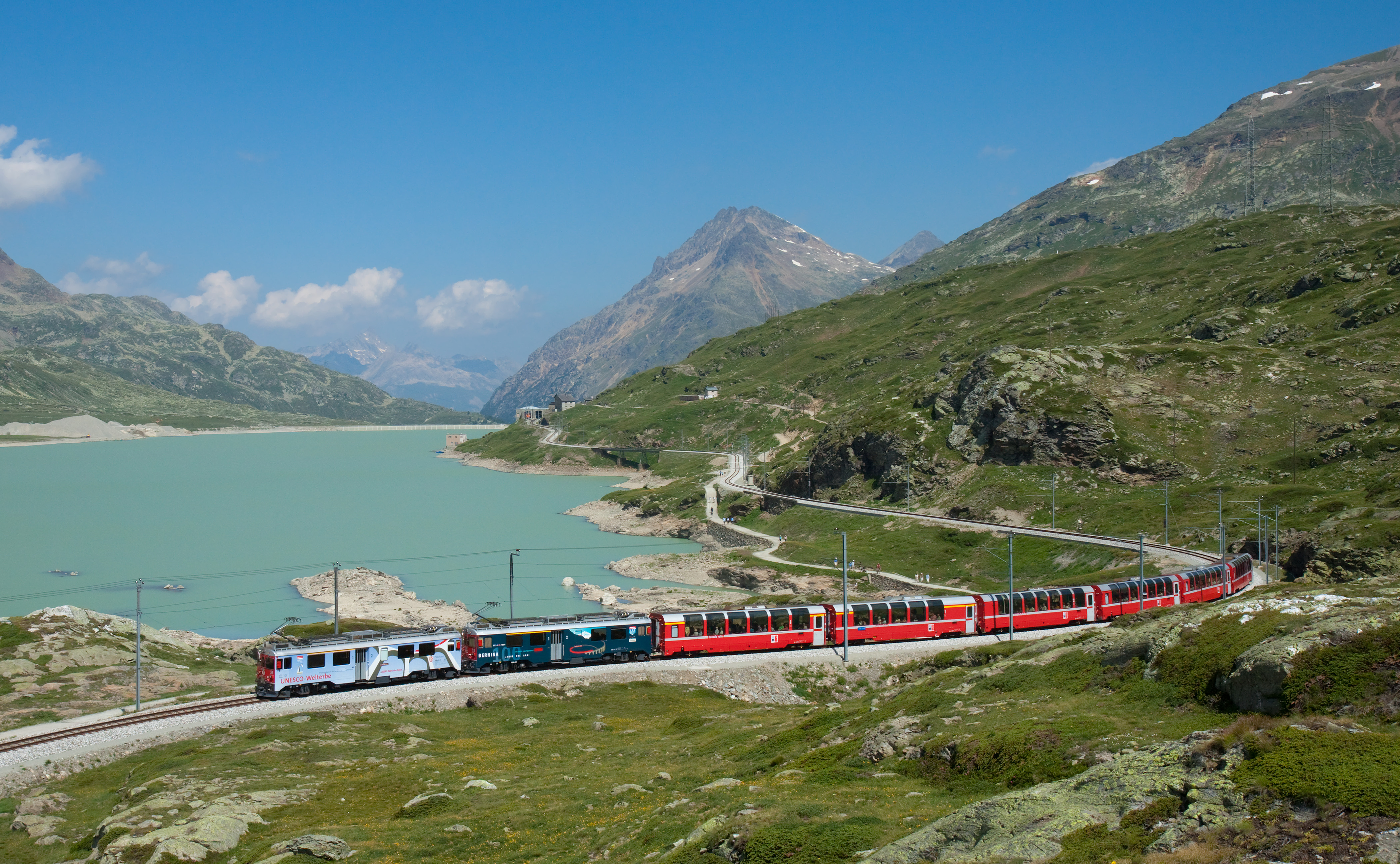
Der Bernina Express mit zwei Triebwagen des Typs ABe 4/4 III am Lago Bianco

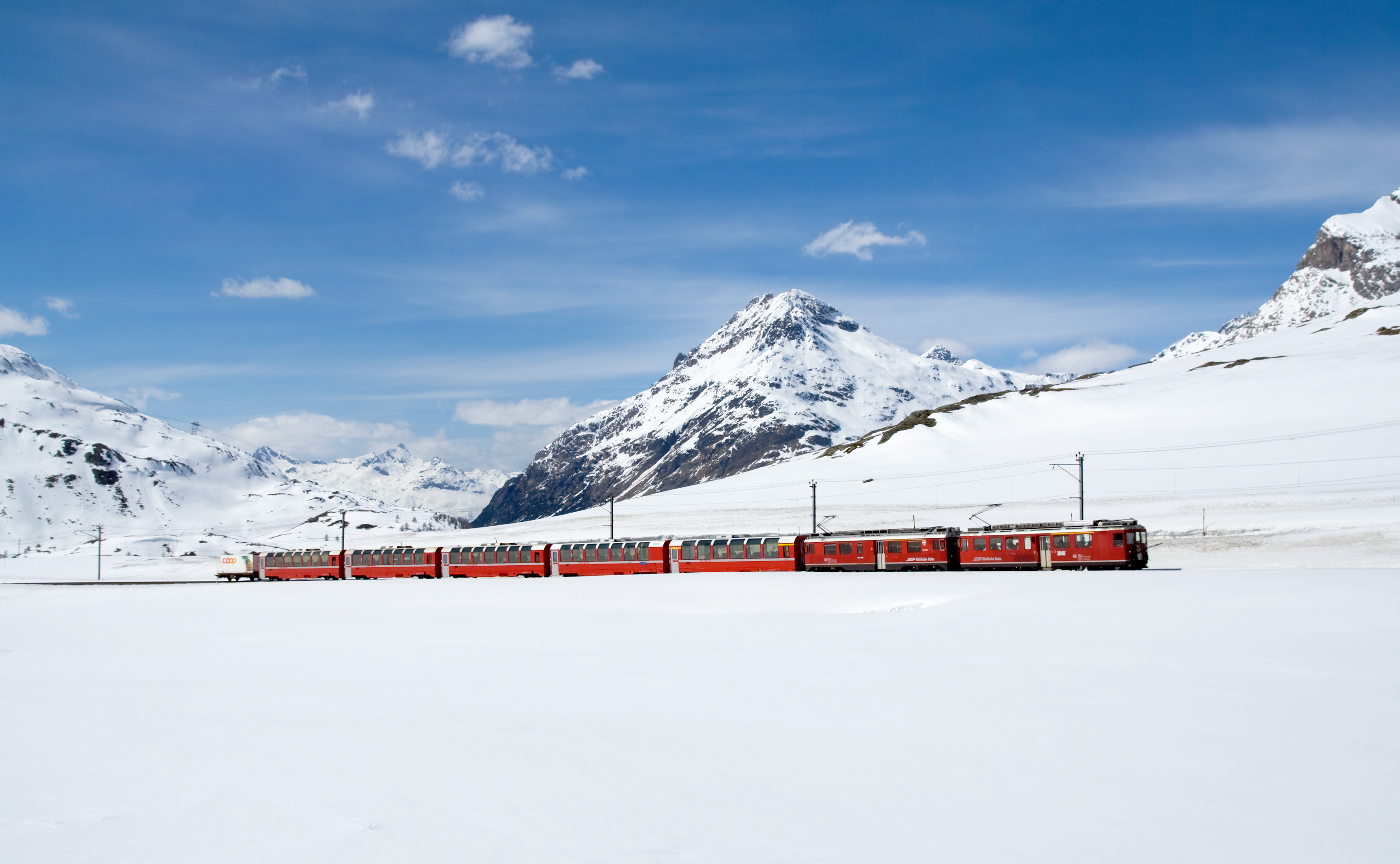
Winterbetrieb zwischen Lagalb und Ospizio Bernina

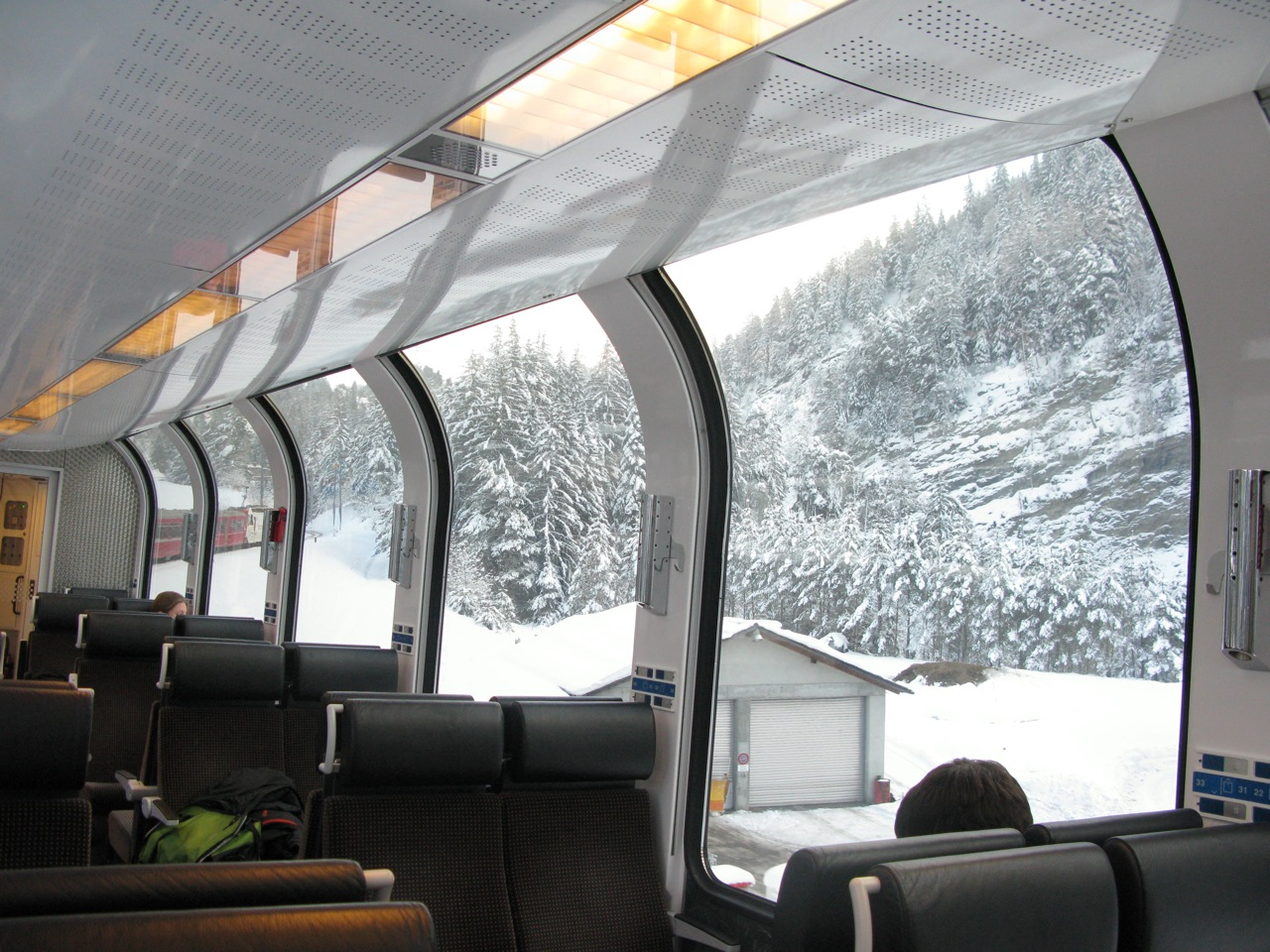
In einem Panoramawagen des Bernina Express

Der Bernina Express, kurz BEX, ist eine internationale Zugverbindung der Rhätischen Bahn (RhB). Neben dem Glacier Express gilt er als einer der touristischen Höhepunkte der Rhätischen Bahn. Die vom Bernina Express befahrenen Strecken Albulabahn und Berninabahn wurden im Sommer 2008 als UNESCO-Welterbe ausgezeichnet.
Der Bernina Express verlässt den auf 585 m ü. M. gelegenen Bahnhof Chur in Richtung Thusis und fährt über die Albulabahn nach Pontresina. Dort wechselt der Zug von der Wechselstromfahrleitung des Stammnetzes auf die Gleichstromfahrleitung der Berninabahn. Bis Ospizio Bernina steigt die Strecke auf eine Höhe von 2253 m ü. M. an und führt anschliessend in mehreren Schleifen über Alp Grüm bergab ins Puschlav. Endpunkt des Zuges ist das nur 429 Meter hoch gelegene Tirano in Italien. Im Jahr 2013 benötigte der Zug vier Stunden und vier Minuten für die 144 Kilometer lange Strecke von Chur nach Tirano.
Ursprünglich war der Bernina Express ein Schnellzug, bevor im Dezember 2012 das – von der Rhätischen Bahn schon länger verwendete – Kürzel BEX auch als Zugskategorie im offiziellen Schweizer Kursbuch definiert wurde. Seit Dezember 2019 wiederum läuft er unter der Kategorie Panorama Express (PE), die neben dem Glacier Express auch den Gotthard Panorama Express umfasst.

## Geschichte
Nach dem Erfolg einer 1969 eingerichteten Kurswagenverbindung von Chur nach Tirano führte die Rhätische Bahn den Bernina Express 1973 als eigenständigen Zug ein. In den ersten Jahren fand der wegen des Systemwechsels zwischen Stammnetz und Berninabahn notwendige Lokomotivwechsel in Samedan statt, wo zugleich die allenfalls mitgeführten Wagen nach St. Moritz abgetrennt wurden. In Samedan übernahmen die beiden Zweikraftlokomotiven des Typs Gem 4/4 den Zug und fuhren unter der Stammnetzfahrleitung zunächst im Dieselbetrieb. Weil die Zweikraftlokomotiven nur im Stand umschaltbar sind und die Systemtrennstelle erst am südlichen Bahnhofskopf von Pontresina lag, musste im Dieselbetrieb bis zum nächsten planmässigen Halt in Surovas weitergefahren werden. Seit 1975 verkehrte der Bernina Express auch südlich von Pontresina als Schnellzug, damit musste der Dieselbetrieb bis Bernina Diavolezza beibehalten werden. Beim Umbau des Bahnhofs Pontresina 1981 wurde das Gleis 3 umschaltbar ausgerüstet, sodass der Triebfahrzeugwechsel ab 1982 dort stattfand und der Einsatz der Zweikraftlokomotiven nicht mehr notwendig war.
Die erhöhte Nachfrage veranlasste die Rhätische Bahn, 1985 ein zweites Zugpaar Chur–Tirano unter dem Namen Bernina Express zu führen, dem 1993 eine Schnellzugsverbindung zwischen St. Moritz und Tirano folgte. An Stelle des zweiten Zugpaares verkehrte im Winter ein Kurswagen zwischen Chur und Tirano. Das Angebot wurde 1995 durch eine Direktverbindung Landquart–Davos–Tirano ergänzt, die zunächst als Heidiland-Bernina Express und von 1999 bis 2005 als Heidi-Express verkehrte. Dieser (seit 2005 auf die Strecke Davos–Tirano beschränkte) Zug heisst seit 2006 ebenfalls Bernina Express. Schliesslich wurde 2007 der Trenino rosso ab Tirano nach St. Moritz und am Nachmittag zurück eingeführt, um auch den Fahrgästen aus Norditalien einen Tagesausflug im Panoramawagen über die Berninabahn zu ermöglichen. Seit 2008 führt auch dieses Zugpaar den Namen Bernina Express. In den Panoramawagen wird ein Zuschlag erhoben, hingegen sind die Triebwagen zuschlagsfrei benützbar.
In Tirano kann die Weiterreise mit den Zügen der Trenord Richtung Sondrio, Lecco und Mailand erfolgen oder seit 1994 mit einer direkten Autobuslinie nach Lugano.

## Rollmaterial

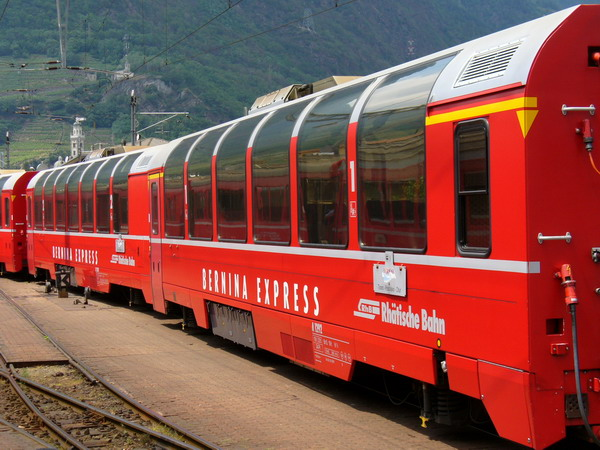
Panoramawagen in Tirano

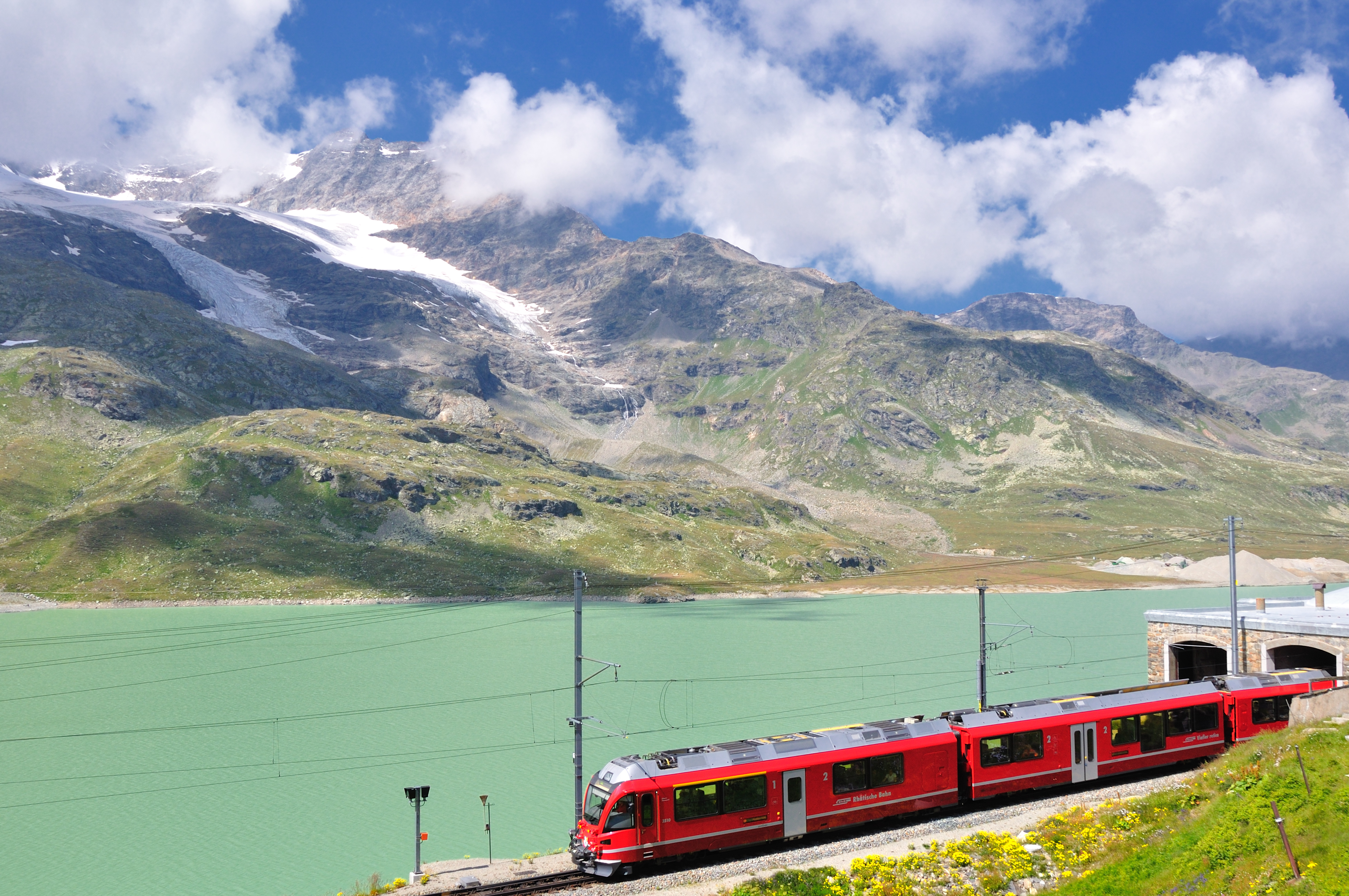
Allegra-Triebwagen in Ospizio Bernina

Zu Beginn wurden die vorhandenen, für die Berninabahn zugelassenen Wagen eingesetzt, hauptsächlich verkürzte Einheitswagen I. Die kleinen Erstklassabteile der vorhandenen Wagen genügten bald nicht mehr. 1978 kamen deshalb zwei verkürzte Einheitswagen II erster Klasse in Betrieb. Von den 1982 gelieferten vier Wagen mit Gepäckabteil derselben Baureihe wurde einer für den Bernina Express reserviert, damit die Minibar mit ihren Vorräten leichter Platz fand. Ab 1983 wurden dann spezielle Wagen für den Bernina Express beschafft: 1983 zehn Einheitswagen III, 1993 elf verkürzte Einheitswagen IV. Die für den Bernina Express beschafften Einheitswagen II, III und IV erhielten ab 1983 ein graubraunes Fensterband, welches das Erscheinungsbild dieses Zuges lange Zeit prägte. Seit dem 28. Mai 2000 wird der Bernina Express soweit möglich aus Panoramawagen zusammengestellt. Bei den grossen, fast durchgehenden Fensterbändern der Panoramawagen konnte das typische graubraune Fensterband nicht mehr angebracht werden, in der Folge wurde es auch bei den bisherigen Wagen aufgegeben; diese sind nun alle einheitlich rot.
Seit dem Frühling 2010 kommen auf der Berninalinie sukzessive neue Zweisystemtriebzüge vom Typ „Allegra“ zum Einsatz. Diese Triebzüge des Typs RhB ABe 8/12 Allegra, die vom Unternehmen Stadler Rail geliefert wurden, können sowohl auf dem Stammnetz der Rhätischen Bahn mit 11'000 Volt Wechselspannung als auch auf der Berninabahn mit 1000 Volt Gleichspannung verkehren. Dadurch wurde es erstmals möglich, den Bernina Express durchgehend von Chur bis Tirano ohne Lokomotivwechsel zu führen. Die Triebzüge schalten dazu im Bahnhof Pontresina das Stromsystem um. Die Fahrzeit von Chur nach Tirano konnte durch das entfallende Umspannen um rund fünf Minuten verkürzt werden. Die Triebzüge verfügen jeweils über 24 Sitzplätze in der ersten und 76 Sitzplätze in der zweiten Klasse sowie über 14 zusätzliche Klappsitze (Notsitze). Sie sind ausserdem behindertengerecht (Niederflureinstieg und zwei Rollstuhlplätze) und für den Velotransport ausgelegt (fünf Fahrradstellplätze). Mit der Leistung von 2600 Kilowatt kann auf dem Stammnetz eine Höchstgeschwindigkeit von 100 km/h erreicht werden. Unter Gleichstrom auf der Berninalinie ist die Leistung auf 2400 Kilowatt reduziert. Dort werden streckenbedingt maximal 65 km/h erreicht, und es ist eine Anhängelast von 160 Tonnen erlaubt. Dies ermöglicht das Führen von Zügen aus bis zu sieben Panoramawagen, was bis 2013 planmässig vorkam.